# 杜博韋 (新艾達爾區)
48°52′36″N 38°56′50″E / 48.87667°N 38.94722°E
杜博韋（烏克蘭語：Дубове）是位於烏克蘭東部的村莊，由盧甘斯克州夏斯季亚区的新艾達爾市鎮負責管轄。該村始建於1929年，面積0.7平方公里，海拔高度148米，2001年人口68，人口密度每平方公里95.8人。